# الكهف عديم الاسم
الكهف عديم الاسم (بالإنجليزية: Cave Without a Name)‏؛ هو كهف يقع في مقاطعة كندال في الولايات المتحدة.

## السياحة
يعد «الكهف عديم الاسم» أحد مواقع الجذب السياحي في مقاطعة كندال في ولاية تكساس الأمريكية.